# فرناندس
فرناندس (بالبرتغالية: Rodrigo Fernandes Valete‏) هو لاعب كرة قدم برازيلي في مركز الوسط، ولد في 3 مارس 1978 في Itaporanga, São Paulo ‏ في البرازيل. لعب مع بورتوغيزا سانتيستا وجونبك هيونداي موتورز وريد بل برازيل ونادي الشباب ونادي بالميراس ونادي سانتوس ونادي فيغورينسي.

## وصلات خارجية
- فرناندس على موقع دوري كوريا الجنوبية (الإنجليزية)
- فرناندس على موقع قاعدة بيانات كرة القدم.إي يو (الإنجليزية)